# 12 małp
12 małp – film produkcji amerykańskiej z gatunku dystopicznego science fiction z 1995 roku w reżyserii Terry’ego Gilliama, inspirowany filmem krótkometrażowym Filar (1962).

## Obsada
- Bruce Willis jako James "Jim" Cole
- Madeleine Stowe jako dr Kathryn Railly
- Brad Pitt jako Jeffrey Goines
- Christopher Plummer jako dr Leland Goines
- David Morse jako dr Peters
- Frank Gorshin jako dr Owen Fletcher
- Jon Seda jako Jose
- Joseph Melito jako młody Cole

## Opis fabuły
Dwanaście małp jest kasandryczną wizją końca ludzkości, zniszczonej przez wirusa, stworzonego w laboratorium dr. Lelanda Goinesa.
Jest rok 2035. Ziemię opanował śmiertelny wirus, który doprowadził niemal do zagłady ludzkości. Ci, którym udało się przeżyć, kryją się pod ziemią, nie przestając marzyć o powrocie do normalnego świata. Więzień James Cole (Bruce Willis) w zamian za obietnicę skrócenia kary podejmuje ryzyko przemieszczenia się w czasie. Wysłany w przeszłość do roku 1996 ma zebrać informacje o pochodzeniu wirusa, by zapobiec tragedii. Przez pomyłkę trafia do roku 1990, do szpitala psychiatrycznego. Uznany za psychopatę zostaje pacjentem instytutu dla psychicznie chorych. Powraca do swojego świata i podejmuje kolejne próby trafienia w odpowiedni czas. Po kilku nieudanych próbach przenoszenia się w czasie Cole w końcu trafia na ślad początku epidemii. Towarzyszy mu uprowadzona przez niego dr psychiatrii Kathryn Railly, dająca się przekonać, iż jego wspomnienia z przyszłości nie są wynikiem schizofrenii, lecz odnoszą się do realnej rzeczywistości.

## Opinie o filmie
- Terry Gilliam: "W Dwunastu małpach popisał się oryginalną wizją i świetnym scenariuszem. Wśród aktorów wyróżnia się Brad Pitt, nominowany za tę rolę do Oscara"[1].